# Franz Kandolf

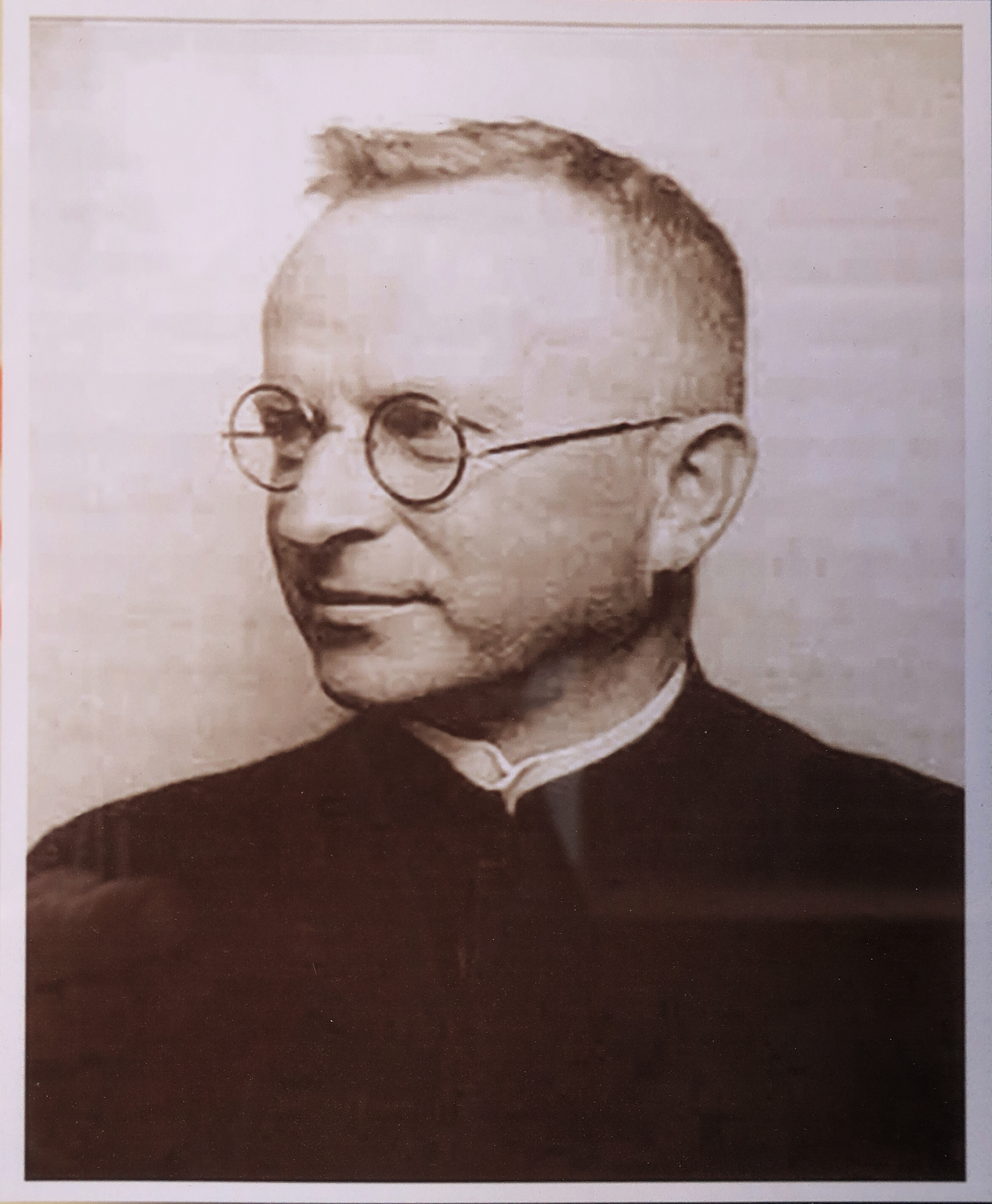
Franz Kandolf

Franz Kandolf (* 6. November 1886 in München; † 19. Juni 1949 ebenda) war römisch-katholischer Geistlicher, Schriftsteller und Mitarbeiter des Karl-May-Verlags.

## Leben
Franz Kandolf wurde am 6. November 1886 in München als viertes Kind des Seilergehilfen Franz Kandolf sen. und seiner Frau Elise, geb. Rechberger, geboren. Vier von sechs Geschwistern starben im frühen Kindesalter. 1906 bestand Kandolf das Abitur am Humanistischen Gymnasium in Freising und begann dort ab dem Wintersemester 1906/07 ein Studium der katholischen Theologie. Für 1907 ist ein erster Kontakt zu Karl May nachgewiesen, ein Geburtstagsglückwunsch, den May auch beantwortete. Ab dem Wintersemester 1907/08 studierte Kandolf an der Münchner Ludwig-Maximilians-Universität weiter, 1911 erfolgte die Priesterweihe, 1913 wurde er Kaplan an der Kirche St. Johann Baptist in Haidhausen, wo er bis zu seinem Lebensende blieb. Sein Vorgesetzter urteilte über ihn:

„Ist von einer fast krankhaften Lesewut befallen. Bis Mitternacht sitzt er über Romanen, verschläft darum häufig, zu spät zu kommen ist seine Gewohnheit, [...]“

1918 nahm Kandolf Kontakt zum Verleger und Gründer des Karl-May-Verlages Euchar Albrecht Schmid auf und bot seine Hilfe bei der Herausgabe von Karl Mays Werken an. 1921 erschienen die ersten Beiträge Kandolfs zu Karl May im Karl-May-Jahrbuch, im selben Jahr seine ersten Bearbeitungen der Werke Karl Mays. Für den Mädchenverein seiner Pfarrei schrieb er zwei Kriminalstücke sowie eine Bühnenfassung von Henryk Sienkiewicz’ Roman Quo vadis.
Kandolf unternahm mehrere ausgedehnte Reisen, um die Stätten von Karl Mays Reiseromanen persönlich kennenzulernen (Spanien, USA, Balkan, Nordafrika). Er starb 62-jährig am 19. Juni 1949 in München und wurde auf dem Münchner Ostfriedhof beigesetzt.
Kandolf war Taufpate der Verleger und Söhne Euchar Albrecht Schmids, Roland Schmid und Lothar Schmid.

## Tätigkeit für den Karl-May-Verlag
Zusammen mit dem damaligen Besitzer des Karl-May-Verlags, Euchar Albrecht Schmid, führte Kandolf teilweise tiefgreifende Bearbeitungen der Werke Karl Mays durch, um sie an den vermuteten Lesergeschmack anzupassen. Diese Bearbeitungen, die in neueren Auflagen zum Teil wieder rückgängig gemacht wurden, werden von vielen May-Lesern und -Forschern als nicht autorisiert und den Intentionen Mays widersprechend abgelehnt. Besonders umstritten sind Änderungen mit einer katholisch-religiösen oder – bis 1945 – rassistisch-nationalistischen Tendenz. Die gut lesbaren Textfassungen Schmids und Kandolfs trugen allerdings vermutlich zum andauernden Erfolg von Mays Werken bei.
Dies gilt auch für einen kompletten Roman, den Kandolf zum Corpus der Werke Mays beitrug. Er schrieb die Fortsetzung des Karl-May-Romans Am Jenseits (Bd. 25 der gesammelten Werke im Karl-May-Verlag) unter dem Titel In Mekka. Das Werk erschien 1923 und ist heute Bd. 50 der gesammelten Werke im Karl-May-Verlag. Am Jenseits war neben den ersten beiden Bänden der Reiseerzählung Im Reiche des silbernen Löwen der einzige Roman Mays, bei dem zahlreiche Handlungsstränge offenblieben, und kann deswegen als einer seiner wenigen unvollendeten Romane betrachtet werden.
Kandolf beabsichtigte, auch das von Karl May 1896 angekündigte, aber nie veröffentlichte Werk Marah Durimeh fertigzustellen, kam aber nicht mehr dazu. Der Karl-May-Verlag publizierte 2017 die Reiseerzählung Die Söhne des Scheiks. Auf der Suche nach Marah Durimeh aus der Feder Kandolfs, herausgegeben von Bernhard Schmid.